# Pseudosphaeroma jakobii
Pseudosphaeroma jakobii är en kräftdjursart som beskrevs av Loyola e Silva 1959. Pseudosphaeroma jakobii ingår i släktet Pseudosphaeroma och familjen klotkräftor. Inga underarter finns listade i Catalogue of Life.